# Estadio Centenario Ciudad de Quilmes
El Estadio Centenario Ciudad de Quilmes es el estadio donde hace de local Quilmes Atlético Club. Ubicado en Avenida Vicente López y Esquiú de la ciudad de Quilmes, provincia de Buenos Aires, fue inaugurado en 1995.
Debe su nombre a que el anuncio de su construcción coincidió con la conmemoración del centenario del club (que fue fundado en 1887).

## Historia
El 27 de noviembre de 1987, con motivo de celebrarse el centenario de la fundación del club, se anunció la construcción del nuevo estadio.
Las obras se iniciaron en 1988, y el 19 de diciembre de 1993 se procedió a la preinauguración del estadio, con un partido amistoso entre los equipos de Quilmes campeón 1978 y el de "estrellas de todas las épocas".
El 25 de abril de 1995 se inauguró oficialmente, con un partido entre Quilmes y Nacional (2:1).
Para Quilmes formaron Campos, Ruggeri, Carranza, González, Vivas, López, Quatrocchi, Colombo, Neto, Rey, entre otros.
El 30 de junio de 1995 juega la Selección Argentina por primera vez en Quilmes, venciendo a Australia 2:0 con goles de Abel Balbo y Gabriel Omar Batistuta.
El 11 de noviembre de 1998 se reinauguró el estadio con una ampliación de la capacidad del mismo.
El antiguo estadio de Quilmes, ubicado en Guido y Sarmiento, al lado de la sede social del club, fue demolido. En su lugar se construyó un complejo habitacional. 
Estudiantes de La Plata ofició de local en el Apertura 2010 y la Recopa Sudamericana 2010, logrando el campeonato bajo la conducción de Alejandro Sabella y perdiendo el título continental a manos de Liga de Quito.
Tras el Fifagate, en 2016, el nombre del estadio cambia de  Centenario José Luis Meiszner al actual.

## Instalaciones
El Estadio Centenario Ciudad de Quilmes está ubicado en la intersección de las calles Vicente López y Esquiú, en el barrio Libertador General San Martín de la ciudad de Quilmes. Tiene capacidad para 35.200 espectadores (31 000 populares y 4200 plateas). Sus principales características son:
- Superficie total: 4 hectáreas.
- Campo de juego de 105 x 68 metros, afirmado a 5,50 metros bajo el nivel de la avenida Vicente López.
- Cuenta con tres bocas de acceso y salida para los sectores populares y plateas, una calle interna que circunda el estadio y un estacionamiento interno parquizado, para albergar 400 vehículos.
- Las tribunas Norte (Popular "Omar 'Indio' Gomez"), Este (Preferencial "Rodrigo 'Chapu' Braña") y Sur (Visitante) son de cemento, empotradas en el suelo. La platea Oeste (Platea Techada) es premodelada de hormigón, techada, y en su parte interior alberga los vestuarios, sala de recepción, utilería y recinto de mantenimiento.
- Cuenta con cuatro torres de iluminación, más una serpentina sobre el techo de la platea.
- Para la prensa cuenta con 26 cabinas de transmisión para radio y televisión y 105 butacas con pupitre (para prensa escrita) en la hilera superior de la platea techada.